# Hermann Lechner (Politiker)
Hermann Lechner (* 29. November 1924 in Wieselburg; † 12. Juni 2012 in Gaming) war ein österreichischer Politiker (SPÖ) und Volksschuloberlehrer. Er war von 1969 bis 1987 Abgeordneter zum Landtag von Niederösterreich.

## Leben
Hermann Lechner besuchte nach der Volks- und Hauptschule, die Lehrerbildungsanstalt St. Pölten und leistete ab 1942 den Militärdienst ab. Er geriet in Kriegsgefangenschaft, aus der er 1946 zurückkehrte. Lechner trat 1946 in den Schuldienst und wurde 1955 in den Gemeinderat von Gaming gewählt. Er hatte zwischen 1960 und 1994 das Amt des Bürgermeisters inne und fungierte ab 1971 als SPÖ-Bezirksparteivorsitzender. Im Landtag vertrat er die SPÖ zwischen dem 20. November 1969 und dem 30. November 1987, wobei er zwischen 1980 und 1987 Klubobmann des SPÖ-Landtagsklubs war.
Anlässlich seines 80. Geburtstages wurde er in Gaming zum Ehrenbürger ernannt.